# Étang de Pen Mur
L'étang de Pen Mur est un étang situé dans la commune de Muzillac (Morbihan). D'une superficie de 60 hectares, il est traversé par la rivière Saint-Éloi et alimenté par plusieurs ruisseaux, dont le plus important est le ruisseau de Saint-Vincent.

## Localisation
L'étang de Pen Mur est situé au nord-ouest du bourg de Muzillac. De forme très allongé, il serpente entre deux rives très arborées.
Un château médiéval était construit sur le rivage de l'étang. Selon certaines sources, Bertrand Du Guesclin y aurait été emprisonné. Un nouveau château a été érigé sur le site au milieu du XIXe siècle.

## Étymologie
Pen Mur est une variante de pen mor, qui signifie « pointe de la mer » en breton.

## Activités

### Pêche
L'étang est riche en brochets, carpes et perches. La pêche de nuit est autorisée dans une partie de l'étang, mais la pêche en canot est interdite.

### Moulin
Un moulin a été bâti sur les berges de l'étang au XVe siècle par François II, le père de la duchesse Anne de Bretagne. Il s'agissait à l'origine d'un moulin à céréales qui a été transformé en moulin à papier au milieu du XXe siècle.